# Margarita Tintó i Sala
Margarita Tintó i Sala (Parets del Vallès, Vallès Oriental, 1930 - Granollers, 29 d'octubre de 2017) fou una historiadora catalana, especialitzada en història medieval. Conservadora tècnica del Museu d'Història de la Ciutat de Barcelona durant gairebé 30 anys i Directora del Museu Mossèn Cinto Verdaguer, Vil·la Joana, de Vallvidrera.
Escriptora, historiadora i persona implicada amb la cultura, va contribuir a fundar el Museu de Granollers. Va escriure diversos llibres, entre els quals destaca El Retaule gòtic de Sant Esteve de Granollers.

## Premis i reconeixements
- 2010 - Medalla de la Ciutat de Granollers.[3]
- 2005 - Premi honorífic Eugeni Xammar a la Gent de la Cultura (Òmnium Cultural).[3]